# Вариант Грау
Вариант Грау — шахматный дебют, разновидность отказанного ферзевого гамбита. Начинается ходами: 
 1. d2-d4 d7-d5 
 2. c2-c4 Сc8-f5.

## История
Дебют известен с начала XX столетия. Своё название получил в 1937 году после партии Файн — Грау, сыгранной в ходе шахматной олимпиады в Стокгольме. В середине XX века данное начало активно применял эстонский шахматист П. П. Керес, отсюда альтернативное название — «балтийская защита». Во второй половине XX столетия значительный вклад в исследование дебюта внёс югославский гроссмейстер Д. Шахович, вследствие чего в некоторых источниках используется наименование «защита Шаховича». В русскоязычной литературе данное начало не имеет устоявшегося названия.
Дебют не получил широкого распространения на практике, в настоящее время на высоком уровне иногда встречается в партиях латвийского шахматиста А. Д. Широва.

## Идеи дебюта
Основной недостаток многочисленных вариантов отказанного ферзевого гамбита с ходом 2. …e7-e6 связан с развитием слона c8. Выбирая вариант Грау, чёрные решают эту проблему и с первых ходов стремятся начать активную фигурную игру. Белые в свою очередь получают возможность овладеть центром и воспользоваться ослаблением пункта b7. По статистике, выбирая данный дебют, чёрные выигрывают лишь 24,4 % партий, успех белых составляет 45 % и 30,6 % встреч заканчиваются вничью.

## Варианты

### Продолжение 3. c4:d5
- 3. …Фd8:d5? 4. Кb1-c3 — белые отгоняют неприятельского ферзя. В дальнейшем возможен ход e2-e4, позволяющий белым захватить центр и выиграть темп[2].
- 3. …Сf5:b1 — наиболее популярное продолжение. Далее возможно:
  - 4. Фd1-a4+ — позволяет белым при точной игре получить перевес.
    - 4. …Фd8-d7 5. Фa4:d7+ Крe8:d7 6. Лa1:b1 — белые получают преимущество двух слонов и предпочтительную игру в эндшпиле[3].
    - 4. …c7-c6
      - 5. d5:c6 Кb8:c6 — аргентинский гамбит[4]. Возможное продолжение: 6. Лa1:b1 Фd8:d4 7. Фa4:d4 Кc6:d4 8. e2-e3 — у белых преимущество двух слонов и предпочтительная игра в эндшпиле[5].
      - 5. Лa1:b1 Фd8:d5 6. Кg1-f3 Кb8-d7
        - 7. Сc1-f4?? — неудачная попытка создать препятствие для рокировки чёрных, ведёт к проигрышу, так как после 7. …Фd5-e4 под ударом оказываются одновременно слон и ладья белых[6].
        - 7. Сc1-d2 Кg8-f6 8. e2-e3 — у белых предпочтительная позиция благодаря преимуществу двух слонов и контролю над центром[6].

  - 4. Лa1:b1 Фd8:d5 5. Фd1-a4+ Кb8-c6 6. e2-e3 e7-e5 7. b2-b4 0—0—0 8. Кg1-f3 e5:d4 9. Сf1-b5
    - 9. …Кg8-e7?! 10. 0—0 Крc8-b8 11. Лf1-d1 a7-a6 12. Сb5-e2 Фd5-e6 31. b4-b5 — с сильной атакой у белых[7].
    - 9. …d4:e3! — ход, позволяющий чёрным уравнять игру[8]. Возможные продолжения:
      - 10. Сc1:e3 Сf8:b4+!
      - 10. 0—0 e3:f2+ 11. Крg1-h1 Кc6-d4!

### Другие продолжения
- 3. Фd1-b3 e7-e5 — гамбит Грау[9].
- 3. Кb1-c3 e7-e6 4. Фd1-b3 Кb8-c6 5. e2-e3 Сf8-b4 — у белых незначительное преимущество.
- 3. Кg1-f3 e7-e6 4. Фd1-b3 Кb8-c6
  - 5. Фb3:b7 Кc6-b4 6. Кf3-e5 Лa8-b8 — с преимуществом у чёрных[3].
  - 5. Сc1-d2 Лa8-b8 6. e2-e3 Кg8-f6 7. c4-c5 a7-a6 8. Фb3-a4 Кf6-d7 9. b2-b4 — с преимуществом у белых[10].

## Примерные партии
- Страуд — Фрейзер, по переписке, 1961[11]

1. d2-d4 d7-d5 2. c2-c4 Сc8-f5 3. Кb1-c3 Кg8-f6 4. Кg1-f3 e7-e6 5. e2-e3 Сf8-b4 6. Сc1-d2 0—0 7. Кf3-e5 Кb8-d7 8. f2-f3 Кd7:e5 9. d4:e5 Кf6-d7 10. f3-f4 Кd7-c5 11. Фd1-f3 d5-d4 12. e3:d4 Фd8:d4 13. 0—0—0 Лf8-d8 14. Сd2-e3 Фd4:c3+ 15. b2:c3 Сd4-a3× 0-1.
- Федорович — Брауэр, Чикаго 1994[12]

1. d2-d4 d7-d5 2. c2-c4 Сc8-f5 3. c4:d5 Сf5:b1 4. Фd1-a4+ Фd8-d7 5. Фa4:d7+ Кb8:d7 6. Лa1:b1 Кg8-f6 7. Кg1-f3 Кf6:d5 8. e2-e4 Кd5-b4 9. a2-a3 Кb4-c6 10. Сc1-f4 0—0—0 11. d4-d5 Кc6-b8 12. Лb1-c1 c7-c6 13. d5:c6 Кb8:c6 14. Лc1:c6+ 1-0 Мат неизбежен: 14. …b7:c6 15. Сf1-a6×.